# Escut de l'Equador
L'escut de la República de l'Equador està format per un oval on es representa, a la part superior, el sol i els signes zodiacals d'Àries, Taure, Gèminis i Càncer, simbolitzant la posició equatorial de l'estat i els mesos que van de març a juliol, que és quan tingué lloc la Revolució de Març de 1845. Al fons es veu el volcà Chimborazo, el més alt del país, les neus del qual alimenten el gran riu Guayas, que desemboca al Pacífic i sobre el qual es troba el primer vaixell de vapor que navegà a l'Equador, anomenat també Guayas. El vaixell, en comptes de pal porta un caduceu, en representació del comerç i l'economia. Tota la composició és una al·legoria de la germanor entre les dues grans zones del país, la Sierra i la Costa, unides pel progrés.
Sobre l'oval es troba un còndor amb les ales desplegades, símbol del poder, la grandesa i la força de l'Equador. L'escut està flanquejat per quatre banderes nacionals i una branca de llorer (símbol de victòria) i una palma (la lluita per la independència i la llibertat) que sobresurten entre les banderes. A la part inferior hi ha un feix romà, símbol de la legalitat republicana.
Es va adoptar després de la revolució liberal de 1845, tot i que aleshores les banderes que el flanquejaven eren de color blanc, blau i blanc, símbol que havia substituït la tricolor, reintroduïda posteriorment, el 1860. L'escut d'armes en la seva forma actual fou aprovat pel Congrés equatorià el 31 d'octubre del 1900.
Forma part també de la bandera estatal, on està situat al centre.